# Pellaifa
Pellaifa es un caserío de origen mapuche ubicado en la comuna de Panguipulli en la ribera oeste del lago Pellaifa.
En este caserío se encuentra la Escuela Particular San Miguel.

## Turismo
Pellaifa posee iniciativas turísticas de las comunidades mapuche junto al Lago Pellaifa.
En las proximidades se encuentra el Parque Millawapi creado el año 2016 y constituye una muestra Prehispánica de la cultura Mapuche de la forma que se desplazaban, sus wampos o canoas, los caminos y sus historias. Este recinto es de administración conjunta entre la Dirección Museológica Austral de la Universidad Austral de Chile y la comunidad Futa Mapu de Coñaripe.

## Hidrología
Pellaifa se encuentra junto a la ribera del Río Llancahue y próximo al Lago Pellaifa, las aguas del río Llancahue llegan hasta el Lago Calafquén.

## Riesgos volcánicos
Ambas riberas del río Llancahue desde la junta con el río El Venado hasta su desagüe en el lago Calafquén está considerada como una zona con 'Peligro Muy Alto' de verse afectada por los lahares durante las erupciones del volcán Villarrica cuando estas se originen en el cono y/o en el cráter principal del volcán. Esto incluye el caserío de Pellaifa y sus alrededores. Lo anterior se basa en los antecedentes existentes de erupciones ocurridas durante los siglos XIX y XX. En el Mapa de Peligros del Volcán Villarrica los bordes del río Llancahue se encuentran bajo clasificación (AI1).
Igualmente, esta es una zona riesgos que puede verse afectada seriamente por caída de piroclastos de 3,2 hasta 1,6 cm de diámetro, con un máximo de entre 10 a 30 cm de espesor de los depósitos.

## Accesibilidad y transporte
Pellaifa se encuentra a 34,5 km de la ciudad de Panguipulli a través de la Ruta 203 CH.